# Eritrea na Letních olympijských hrách 2008
Eritrea se zúčastnila Letní olympiády 2008 pouze v lehké atletice, kde ji reprezentovalo 11 sportovců. Nejlepšího umístění dosáhl Zersenay Tadese, který skončil na 5. místě v běhu na 10 000 m